# Lubutu
Lubutu este un oraș în  provincia Maniema, Republica Democrată Congo. În 2012 avea o populație de 8 205 de locuitori, iar în 2004 avea 6 621.